# Balduin II av Konstantinopel
Balduin II, född 1217 i Konstantinopel, död 1273, regerade som katolsk kejsare av Konstantinopel från 1228 tills staden återerövrades av grekerna 1261. 
Balduin II var systerson till Balduin I. Han stod 1231-1237 under förmynderskap av titulärkungen av Jerusalem, Johan av Brienne som var en av anförarna för det femte korståget. Under den tiden blev en stor del av riket intaget av Johannes III, den bysantinske kejsaren av Nicæa, som understöddes av bulgarerna. Två gånger belägrades Konstantinopel, men lyckades stå emot tack vare Venedigs sjöseger över den grekiska flottan 1234. Det latinska riket var dock utblottat på folk och pengar, och Balduins ansträngningar att upprätthålla sitt rike var fruktlösa. 
Mikael VIII Palaiologos, som tagit makten i Nicæa, erövrade slutligen Konstantinopel 25 juli 1261 med Genuas hjälp, varvid det bysantinska riket återuppstod. Balduin flydde då till Italien och var 1270 i färd med att anföra ett nytt korståg mot Konstantinopel, då Ludvig den heliges död berövade honom alla förhoppningar, varefter han vistades i Italien till sin död.